# Nischnedewizk
Nischnedewizk (russisch Нижнедеви́цк) ist ein Dorf (selo) und ehemalige Stadt in der Oblast Woronesch (Russland) mit 5839 Einwohnern (Stand 14. Oktober 2010).

## Geographie
Das Dorf liegt etwa 60 Kilometer Luftlinie westsüdwestlich der Oblasthauptstadt Woronesch und gut 5 Kilometer von der Grenze zur Oblast Kursk. Es befindet sich überwiegend am rechten Ufer der Dewiza, des oberen (nördlicheren) und etwas größeren von zwei Flüssen dieses Namens, die auf dem Territorium der Oblast von rechts in den Don münden.
Nischnedewizk ist Verwaltungszentrum des Rajons Nischnedewizki sowie Sitz der Landgemeinde Nischnedewizkoje selskoje posselenije, zu der außerdem die zwei Dörfer Bor (4 km südsüdöstlich) und Log (3 km nördlich) gehören. Die gleichnamige Siedlung (possjolok) Nischnedewizk bei der etwa 15 km nördlich gelegenen Bahnstation gehört ebenfalls zum Rajon, jedoch zur Landgemeinde Nowoolschanskoje selskoje posselenije mit Sitz im Dorf Nowaja Olschanka.

## Geschichte
Der Ort wurde gegen Ende des 17. Jahrhunderts von Umsiedlern aus den Gebieten um Stary Oskol und Semljansk unter dem anfänglichen Namen Nischnjaja Dewiza („Untere Dewiza“, nach dem Fluss) gegründet. Zunächst gehörte er zum Ujesd Stary Oskol des Gouvernements Belgorod. Mit Bildung der Statthalterschaft Woronesch 1779 wurde der Ort an diese übergeben und Sitz eines neuen Ujesds; in dieser Funktion erhielt der Ort die Stadtrechte unter dem heutigen Namen. 1796 ging der Ujesd an das Gouvernement Woronesch über.
Mit der Auflösung des Ujesds 1928 verlor Nischnedewizk die Stadtrechte und ist seither Dorf; am 30. Juli 1928 wurde es aber Verwaltungssitz eines nach ihm benannten Rajons. Im Zweiten Weltkrieg wurde der Ort am 3. Juli 1942 von der deutschen Wehrmacht während ihres Vorrückens auf Woronesch okkupiert und von der Roten Armee im Rahmen der Woronesch-Kastornoje-Operation am 28. Januar 1943 zurückerobert, als es ihr gelang, nordwestlich des Ortes in Richtung Kastornoje große Teile der deutschen 2. Armee und der ungarischen 2. Armee einzukesseln.
Von 1963 bis 12. Januar 1965 war der Rajon vorübergehend aufgelöst und sein Territorium dem östlich benachbarten Chocholski rajon angeschlossen.

## Bevölkerungsentwicklung
| Jahr | Einwohner |
| ---- | --------- |
| 1897 | 2409      |
| 1926 | 2272      |
| 1939 | 2394      |
| 1959 | 3445      |
| 1970 | 5397      |
| 1979 | 6082      |
| 1989 | 6736      |
| 2002 | 6409      |
| 2010 | 5839      |

Anmerkung: Volkszählungsdaten

## Verkehr
Nördlich an Nischnedewizk vorbei verläuft die föderale Fernstraße R298 Kursk – Woronesch – Borissoglebsk. In nördlicher Richtung zweigt die Regionalstraße 20N-1-15 in die gut 15 km nördlich gelegene Siedlung Nischnedewizk ab, mit der gleichnamigen Bahnstation bei Kilometer 176 der 1894 eröffneten Strecke Kursk – Woronesch.